# ATP Finals 2021
El Nitto ATP Finals 2021, també anomenat Copa Masters masculina 2021, fou l'esdeveniment que tanca la temporada 2021 de tennis en categoria masculina. La 52a edició en individual i la 46a en dobles es van celebrar sobre pista dura entre el 14 i el 21 de novembre de 2021 al Pala Alpitour de Torí (Itàlia). Aquesta fou la primera edició celebrada a Torí després de dotze anys disputant-se a Londres.
El tennista alemany Alexander Zverev va guanyar aquest torneig per segona ocasió després del títol aconseguit l'any 2018. Aquest fou el cinquè títol de la temporada. La parella francesa formada per Pierre-Hugues Herbert i Nicolas Mahut també van guanyar per segona vegada aquest títol (2019), i fou el tercer títol de la temporada.

## Format
Els vuit tennistes i parelles classificats durant l'any 2021 (s'utilitza la classificació ATP Race to Turin) disputen una fase inicial en el format Round Robin en dos grups de quatre. Durant els primers quatre dies es disputen els partits d'aquests grups, de manera que cada tennista disputa tres partits contra la resta d'integrants del seu grup. Els dos millors tennistes de cada grup avancen a semifinals i els vencedors de semifinals disputen la final. El sistema de classificació del sistema Round Robin es determina mitjançant els següents criteris:
1. Nombre de victòries
2. Nombre de partits disputats
3. En empats de dues jugadors, el resultat directe
4. En empats de tres jugadors, per preferència: nombre de victòries, nombre de partits disputats, percentatge de sets guanyats i percentatge de jocs guanyats.

## Individual

### Classificació
| Núm. | Tennista                      | Grand Slam | Grand Slam | Grand Slam | Grand Slam | Masters 1000 | Masters 1000 | Masters 1000 | Masters 1000 | Masters 1000 | Masters 1000 | Masters 1000 | Masters 1000 | Altres millors resultats | Altres millors resultats | Altres millors resultats | Altres millors resultats | Altres millors resultats | Altres millors resultats | Altres millors resultats | Punts | T  |
| ---- | ----------------------------- | ---------- | ---------- | ---------- | ---------- | ------------ | ------------ | ------------ | ------------ | ------------ | ------------ | ------------ | ------------ | ------------------------ | ------------------------ | ------------------------ | ------------------------ | ------------------------ | ------------------------ | ------------------------ | ----- | -- |
| Núm. | Tennista                      | AUS        | RG         | WIM        | USO        | MIA          | MAD          | ROM          | CAN          | CIN          | INW          | XAN          | PAR          | 1                        | 2                        | 3                        | 4                        | 5                        | 6                        | 7                        | Punts | T  |
| 1    | Novak Đoković 12/07/2021      | G 2000     | G 2000     | G 2000     | F 1200     | A 0          | A 0          | F 600        | A 0          | A 0          | A 0          | −            | G 1000       | G 250                    | RR 140                   |                          |                          |                          |                          |                          | 9.370 | 10 |
| 2    | Daniïl Medvédev 13/09/2021    | F 1200     | QF 360     | R16 180    | G 2000     | QF 180       | R16 90       | R32 10       | G 1000       | SF 360       | R16 90       | −            | F 600        | G 500                    | G 250                    | G 250                    |                          |                          |                          |                          | 7.070 | 16 |
| 3    | Alexander Zverev 11/10/2021   | QF 360     | SF 720     | R16 180    | SF 720     | R64 10       | G 1000       | QF 180       | A 0          | G 1000       | QF 180       | −            | SF 360       | G 500                    | G 500                    |                          |                          |                          |                          |                          | 5.955 | 17 |
| 4    | Stéfanos Tsitsipàs 13/09/2021 | SF 720     | F 1200     | R128 10    | R32 90     | QF 180       | R16 90       | QF 180       | SF 360       | SF 360       | QF 180       | −            | R32 10       | G 1000                   | F 300                    | F 300                    | G 250                    | SF 180                   | RR 115                   |                          | 5.695 | 20 |
| 5    | Andrei Rubliov 23/10/2021     | QF 360     | R128 10    | R16 180    | R32 90     | SF 360       | R16 90       | QF 180       | R16 90       | F 600        | R32 45       | −            | R32 10       | F 600                    | G 500                    | G 310                    | F 300                    | SF 180                   |                          |                          | 4.210 | 21 |
| 6    | Matteo Berrettini 25/10/2021  | R16 160    | QF 360     | F 1200     | QF 360     | A 0          | F 600        | R16 90       | A 0          | R16 90       | R32 45       | −            | A 0          | G 500                    | F 270                    | G 250                    |                          |                          |                          |                          | 4.090 | 14 |
| 7    | Hubert Hurkacz 05/11/2021     | R128 10    | R128 10    | SF 720     | R64 45     | G 1000       | R64 10       | R64 10       | QF 180       | R16 90       | QF 180       | −            | SF 360       | G 250                    | G 250                    |                          |                          |                          |                          |                          | 3.315 | 22 |
| 8    | Casper Ruud 04/11/2021        | R16 180    | R32 90     | R128 10    | R64 45     | SF 360       | SF 360       | A 0          | QF 180       | QF 180       | R16 90       | −            | QF 180       | G 250                    | G 250                    | G 250                    | G 250                    | G 250                    |                          |                          | 3.275 | 21 |
| S1   | Jannik Sinner                 | R128 10    | R16 180    | R64 45     | R16 180    | F 600        | R32 45       | R32 45       | R32 10       | R32 45       | R16 90       | −            | R32 10       | G 500                    | G 250                    | G 250                    | G 250                    | SF 180                   | SF 180                   |                          | 3.015 | 25 |
| −    | Rafael Nadal                  | QF 360     | SF 720     | A 0        | A 0        | A 0          | QF 180       | G 1000       | A 0          | A 0          | A 0          | −            | A 0          | G 500                    | QF 180                   |                          |                          |                          |                          |                          | 2.985 | 7  |
| S2   | Cameron Norrie                | R32 90     | R32 90     | R32 90     | R128 10    | R32 45       | A 0          | R32 70       | R32 10       | R32 10       | G 1000       | −            | R16 90       | F 300                    | G 250                    | F 150                    | F 150                    | F 150                    |                          |                          | 2.945 | 24 |

### Fase grups

#### Grup Verd
| CS   | Tennista                          | N. Đoković        | S. Tsitsipàs C. Norrie | A. Rubliov           | C. Ruud                | V − D       | Sets        | Jocs           | Pos. |
| 1    | Novak Đoković                     |                   | 6−2, 6−1 (Norrie)      | 6−3, 6−2             | 7−6(4), 6−2            | 3 − 0       | 6 − 0       | 37 − 16        | 1    |
| 4 S2 | Stéfanos Tsitsipàs Cameron Norrie | 2−6, 1−6 (Norrie) |                        | 4−6, 4−6 (Tsitsipas) | 6−1, 3−6, 4−6 (Norrie) | 0 − 1 0 − 2 | 0 − 2 1 − 4 | 8 − 12 16 − 25 | − 4  |
| 5    | Andrei Rubliov                    | 3−6, 2−6          | 6−4, 6−4 (Tsitsipas)   |                      | 6−2, 5−7, 6−7(5)       | 1 − 2       | 3 − 4       | 34 − 36        | 3    |
| 8    | Casper Ruud                       | 6−7(4), 2−6       | 1−6, 6−3, 6−4 (Norrie) | 2−6, 7−5, 7−6(5)     |                        | 2 − 1       | 4 − 4       | 37 − 43        | 2    |

#### Grup Vermell
| CS   | Tennista                        | D. Medvédev                  | A. Zverev                      | M. Berrettini J. Sinner        | H. Hurkacz        | V − D       | Sets        | Jocs          | Pos. |
| 2    | Daniïl Medvédev                 |                              | 6−3, 6−7(3), 7−6(6)            | 6−0, 6−7(5), 7−6(8) (Sinner)   | 6−7(5), 6−3, 6−4  | 3 − 0       | 6 − 3       | 56 − 43       | 1    |
| 3    | Alexander Zverev                | 3−6, 7−6(3), 6−7(6)          |                                | 7−6(7), 1−0, ret. (Berrettini) | 6−2, 6−4          | 2 − 1       | 5 − 2       | 36 − 31       | 2    |
| 6 S1 | Matteo Berrettini Jannik Sinner | 0−6, 7−6(5), 6−7(8) (Sinner) | 6−7(7), 0−1, ret. (Berrettini) |                                | 6−2, 6−2 (Sinner) | 0 − 1 1 − 1 | 0 − 2 3 − 2 | 6 − 8 25 − 23 | − 3  |
| 8    | Hubert Hurkacz                  | 7−6(5), 3−6, 4−6             | 2−6, 4−6                       | 2−6, 2−6 (Sinner)              |                   | 0 − 3       | 1 − 6       | 24 − 42       | 4    |

### Fase final
|  | Semifinals | Semifinals       | Semifinals      | Semifinals | Semifinals |                 |   | Final            | Final | Final | Final | Final |
|  |            |                  |                 |            |            |                 |   |                  |       |       |       |       |
|  | 1          | Novak Đoković    | 64              | 6          | 3          |                 |   |                  |       |       |       |       |
|  | 3          | Alexander Zverev | 7               | 4          | 6          |                 |   |                  |       |       |       |       |
|  | 3          | Alexander Zverev | 7               | 4          | 6          |                 | 3 | Alexander Zverev | 6     | 6     |       |       |
|  |            |                  |                 |            |            |                 | 3 | Alexander Zverev | 6     | 6     |       |       |
|  |            | 2                | Daniïl Medvédev | 4          | 4          |                 |   |                  |       |       |       |       |
|  | 2          | 2                | Daniïl Medvédev | 4          | 4          | Daniïl Medvédev | 6 | 6                |       |       |       |       |
|  | 2          |                  |                 |            |            | Daniïl Medvédev | 6 | 6                |       |       |       |       |
|  | 8          | Casper Ruud      | 4               | 2          |            |                 |   |                  |       |       |       |       |

## Dobles

### Classificació
| Rq | Equips                                         | Millors resultats | Millors resultats | Millors resultats | Millors resultats | Millors resultats | Millors resultats | Millors resultats | Millors resultats | Millors resultats | Millors resultats | Millors resultats | Millors resultats | Millors resultats | Millors resultats | Millors resultats | Millors resultats | Millors resultats | Millors resultats | Punts | T  |
| Rq | Equips                                         | 1                 | 2                 | 3                 | 4                 | 5                 | 6                 | 7                 | 8                 | 9                 | 10                | 11                | 12                | 13                | 14                | 15                | 16                | 17                | 18                | Punts | T  |
| -- | ---------------------------------------------- | ----------------- | ----------------- | ----------------- | ----------------- | ----------------- | ----------------- | ----------------- | ----------------- | ----------------- | ----------------- | ----------------- | ----------------- | ----------------- | ----------------- | ----------------- | ----------------- | ----------------- | ----------------- | ----- | -- |
| 1  | Nikola Mektić Mate Pavić 06/07/2021            | G 2000            | G 1000            | G 1000            | G 1000            | SF 720            | F 600             | F 600             | G 500             | F 300             | G 250             | G 250             | G 250             | QF 180            |                   |                   |                   |                   |                   | 8.875 | 19 |
| 2  | Rajeev Ram Joe Salisbury 03/09/2021            | G 2000            | F 1200            | G 1000            | SF 720            | F 600             | SF 360            | F 300             | QF 180            | SF 180            | SF 180            | F 150             |                   |                   |                   |                   |                   |                   |                   | 7.140 | 18 |
| 3  | Pierre-Hugues Herbert Nicolas Mahut 13/09/2021 | G 2000            | F 600             | G 500             | QF 360            | QF 360            | QF 180            | QF 180            | SF 180            | F 150             |                   |                   |                   |                   |                   |                   |                   |                   |                   | 4.690 | 12 |
| 4  | Marcel Granollers Horacio Zeballos 01/10/2021  | F 1200            | G 1000            | G 1000            | QF 360            | SF 360            | F 300             | QF 180            |                   |                   |                   |                   |                   |                   |                   |                   |                   |                   |                   | 4.535 | 13 |
| 5  | Juan Sebastián Cabal Robert Farah 26/10/2021   | SF 720            | G 500             | G 500             | G 500             | QF 360            | SF 360            | SF 360            | QF 180            | QF 180            | F 150             |                   |                   |                   |                   |                   |                   |                   |                   | 4.260 | 20 |
| 6  | Ivan Dodig Filip Polášek 19/10/2021            | G 2000            | SF 360            | QF 180            | SF 180            | F 150             |                   |                   |                   |                   |                   |                   |                   |                   |                   |                   |                   |                   |                   | 3.230 | 12 |
| 7  | Jamie Murray Bruno Soares 04/11/2021           | F 1200            | SF 720            | SF 360            | G 250             | G 250             | R16 180           |                   |                   |                   |                   |                   |                   |                   |                   |                   |                   |                   |                   | 3.230 | 15 |
| 8  | Kevin Krawietz Horia Tecău 04/11/2021          | G 500             | QF 360            | QF 360            | SF 360            | F 300             | F 300             | F 300             | QF 180            | QF 180            |                   |                   |                   |                   |                   |                   |                   |                   |                   | 3.110 | 14 |
| −  | John Peers Filip Polášek                       | G 1000            | SF 720            | SF 360            | SF 180            | F 150             |                   |                   |                   |                   |                   |                   |                   |                   |                   |                   |                   |                   |                   | 2.500 | 8  |
| S1 | Simone Bolelli Máximo González                 | SF 720            | G 250             | G 250             | G 250             | R16 180           | R16 180           | F 150             |                   |                   |                   |                   |                   |                   |                   |                   |                   |                   |                   | 2.385 | 19 |
| S2 | Tim Pütz Michael Venus                         | G 1000            | G 500             | SF 360            | QF 180            | SF 180            |                   |                   |                   |                   |                   |                   |                   |                   |                   |                   |                   |                   |                   | 2.220 | 9  |

### Fase grups

#### Grup Verd
| CS | Tennistes                          | N. Mektić M. Pavić | M. Granollers H. Zeballos | I. Dodig F. Polášek  | K. Krawietz H. Tecău | V − D | Sets  | Jocs    | Pos. |
| 1  | Nikola Mektić Mate Pavić           |                    | 4−6, 6−7(4)               | 6−4, 7−6(6)          | 6−4, 6−4             | 2 − 1 | 4 − 2 | 35 − 31 | 2    |
| 4  | Marcel Granollers Horacio Zeballos | 6−4, 7−6(4)        |                           | 4−6, 7−6(10), [10−6] | 3−6, 7−6(1), [6−10]  | 2 − 1 | 5 − 3 | 35 − 35 | 1    |
| 6  | Ivan Dodig Filip Polášek           | 4−6, 6−7(6)        | 6−4, 6−7(10), [6−10]      |                      | 7−6(1), 7−5          | 1 − 2 | 3 − 4 | 36 − 36 | 3    |
| 8  | Kevin Krawietz Horia Tecău         | 4−6, 4−6           | 6−3, 6−7(1), [10−6]       | 6−7(1), 5−7          |                      | 1 − 2 | 2 − 5 | 32 − 36 | 4    |

#### Grup Vermell
| CS | Tennistes                  | R. Ram J. Salisbury  | P-H. Herbert N. Mahut | J.S. Cabal R. Farah | J. Murray B. Soares | V − D | Sets  | Jocs    | Pos. |
| 2  | Rajeev Ram Joe Salisbury   |                      | 6−7(7), 6−0, [13−11]  | 7−5, 2−6, [11−9]    | 6−1, 7−6(5)         | 3 − 0 | 6 − 2 | 36 − 25 | 1    |
| 3  | P-H. Herbert Nicolas Mahut | 7−6(7), 0−6, [11−13] |                       | 7−6(1), 6−4         | 6−3, 7−6(5)         | 2 − 1 | 5 − 2 | 33 − 32 | 2    |
| 5  | J.S. Cabal Robert Farah    | 5−7, 6−2, [9−11]     | 6−7(1), 4−6           |                     | 6−2, 6−4            | 1 − 2 | 3 − 4 | 33 − 29 | 3    |
| 7  | Jamie Murray Bruno Soares  | 1−6, 6−7(5)          | 3−6, 6−7(5)           | 2−6, 4−6            |                     | 0 − 3 | 0 − 6 | 22 − 38 | 4    |

### Fase final
|  | Semifinals | Semifinals                          | Semifinals               | Semifinals | Semifinals |                          |                                     | Final | Final | Final | Final | Final |
|  |            |                                     |                          |            |            |                          |                                     |       |       |       |       |       |
|  | 4          | Marcel Granollers Horacio Zeballos  | 3                        | 4          |            |                          |                                     |       |       |       |       |       |
|  | 3          | Pierre-Hugues Herbert Nicolas Mahut | 6                        | 6          |            |                          |                                     |       |       |       |       |       |
|  | 3          | Pierre-Hugues Herbert Nicolas Mahut | 6                        | 6          |            | 3                        | Pierre-Hugues Herbert Nicolas Mahut | 6     | 7     |       |       |       |
|  |            |                                     |                          |            |            | 3                        | Pierre-Hugues Herbert Nicolas Mahut | 6     | 7     |       |       |       |
|  |            | 2                                   | Rajeev Ram Joe Salisbury | 4          | 60         |                          |                                     |       |       |       |       |       |
|  | 2          | 2                                   | Rajeev Ram Joe Salisbury | 4          | 60         | Rajeev Ram Joe Salisbury | 4                                   | 7     | [10]  |       |       |       |
|  | 2          |                                     |                          |            |            | Rajeev Ram Joe Salisbury | 4                                   | 7     | [10]  |       |       |       |
|  | 1          | Nikola Mektić Mate Pavić            | 6                        | 63         | [4]        |                          |                                     |       |       |       |       |       |